# دو مرد تأمل‌کرده به ماه

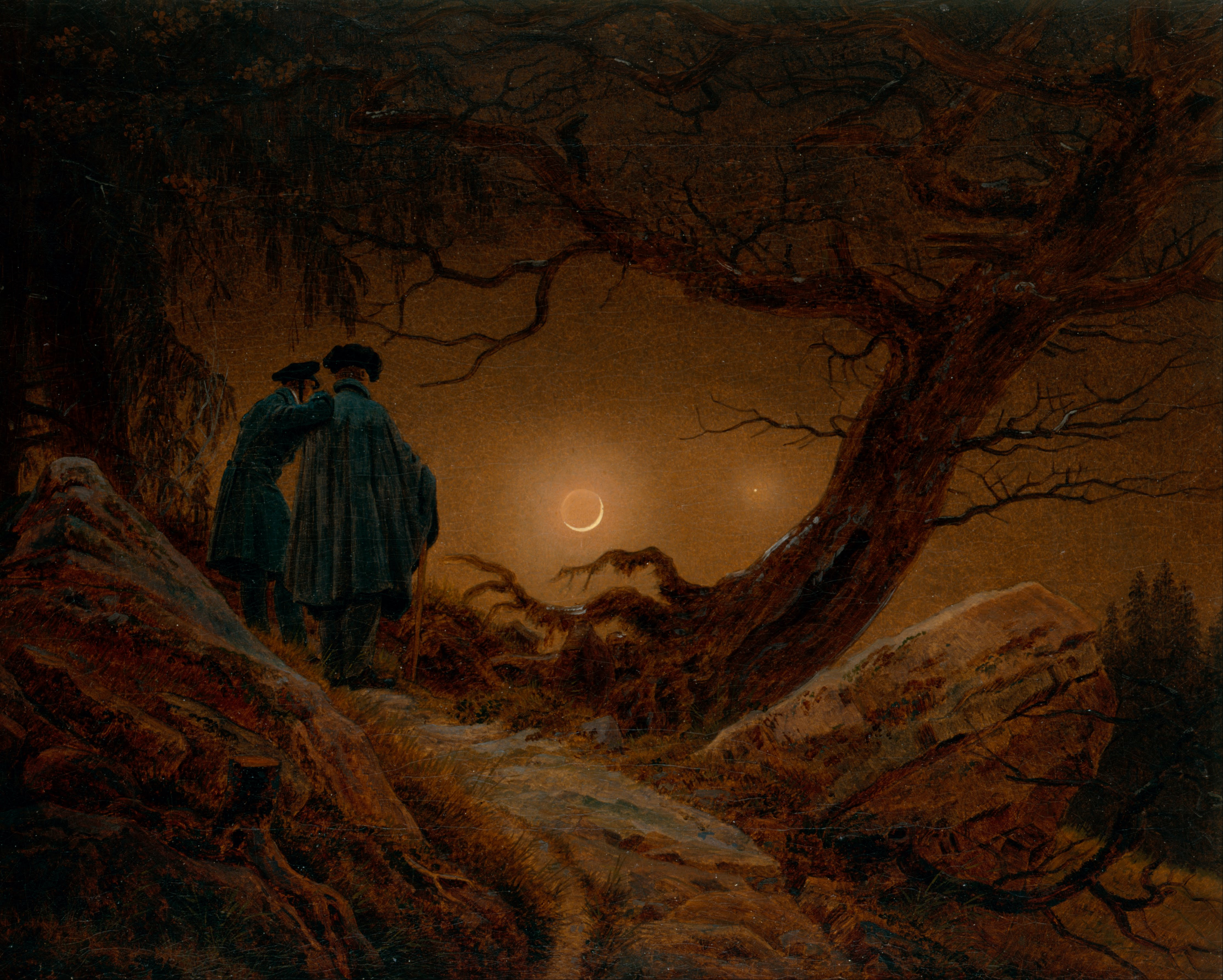
دو مرد تأمل‌کرده به ماه، گالری استادان جدید آلمان، ۱۸۱۹–۲۰. ابعاد ۳۵ در ۴۴٫۵ س‌م

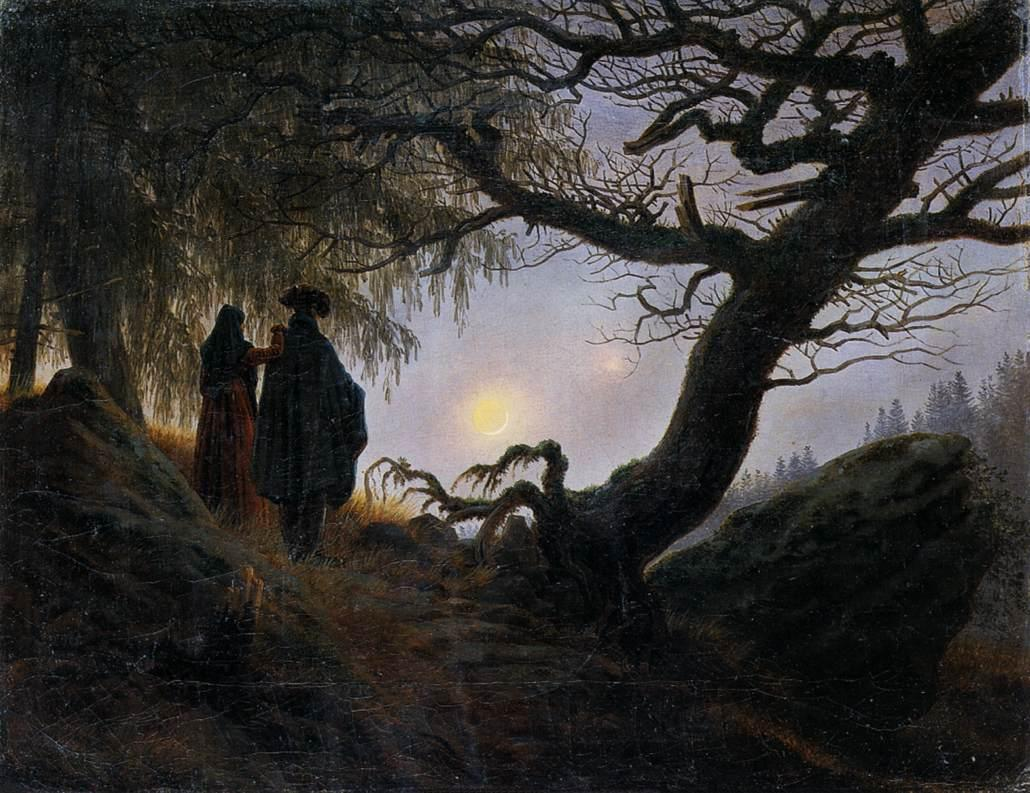
مرد و زن تأمل‌کرده به ماه، گالری ملی قدیمی آلمان، حدود ۱۸۲۴. ابعاد ۳۴ در ۴۴ س‌م

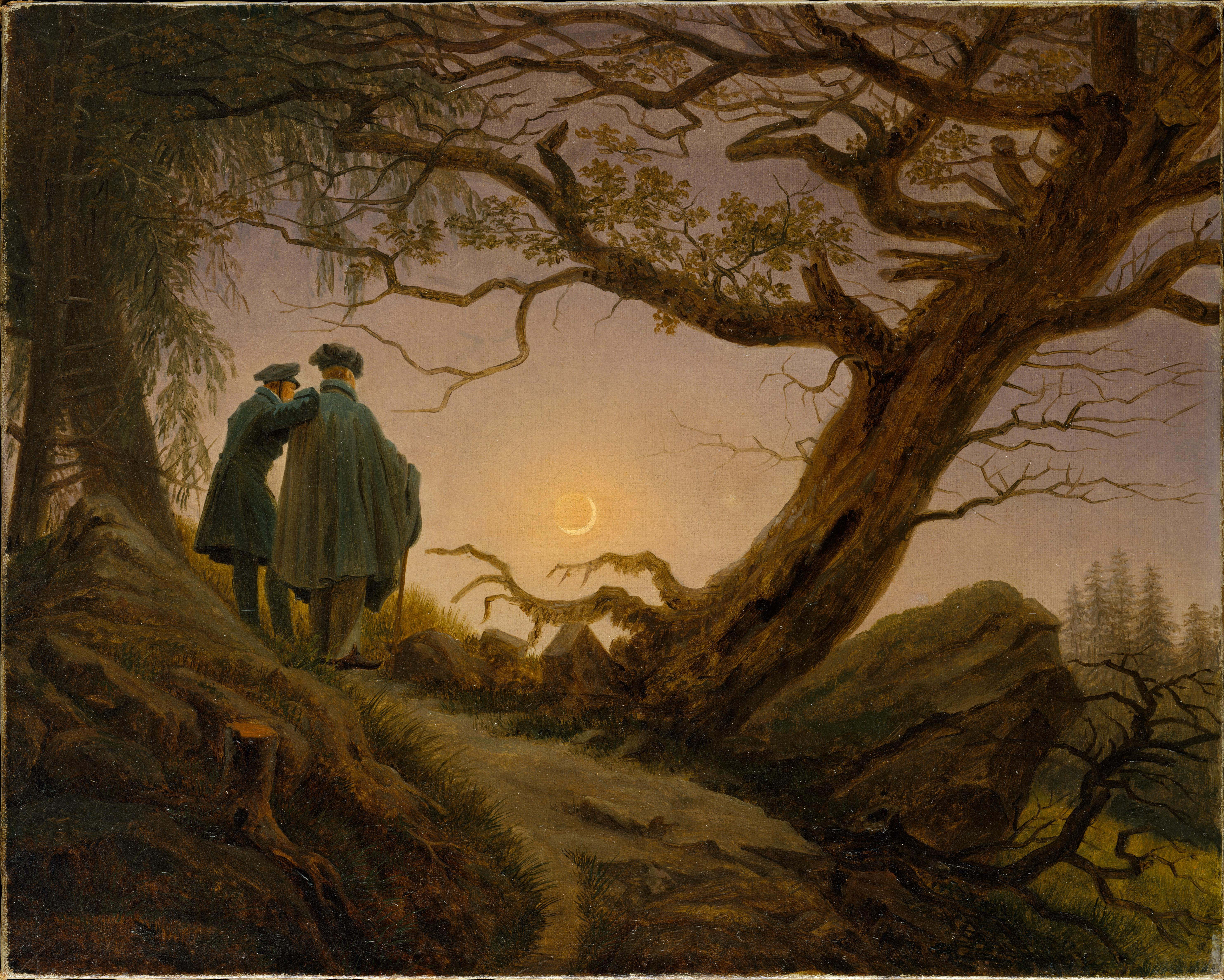
دو مرد تأمل‌کرده به ماه، موزهٔ هنر متروپولیتَن نیویورک، حدود ۱۸۲۵–۳۰. ابعاد ۳۴٫۹ در ۴۳٫۸ س‌م

دو مرد تأمل کرده به ماه (به انگلیسی: Two Men Contemplating the Moon، به آلمانی: Zwei Männer in Betrachtung des Mondes)، به همراه تابلوی مرد و زن تأمل‌کرده به ماه، مجموعه‌ای از نقاشی‌های مشابه کاسپار داوید فریدریش هستند که مجموعه‌ای از بهترین آثار او به‌شمار می‌روند. فریدریش حداقل سه نسخه را با یک تنوع در یک زن و مرد نقاشی کرد. تصور می‌شود نسخهٔ ۱۸۱۹–۱۸۲۰ در گالری استادان جدید آلمان (Galerie Neue Meister) اصلی است. نسخه با یک زن حوالی سال ۱۸۲۴ در نگارخانهٔ ملی کهن و نسخهٔ حوالی سال ۱۸۳۰ در موزهٔ هنر متروپولیتَن نیویورک قرار دارد.
این نقاشی‌های منظره‌نگاری رمانتیسم آلمانی دارای دو شکل در یک جنگل تاریک است که توسط یک آسمان پاستلی ساخته شده است. پیش‌نماهای تاریک و پیش‌زمینه‌های روشن‌تر تضاد شدید ایجاد می‌کند. آسمان نشان می‌دهد که زمان حوالی غروب است. ریشه‌ها و شاخه‌های تاریک درخت مرده و برافراشته در تضاد با آسمان است. به نظر می‌رسد که شاخه‌های ضخیم و تضادهای واضح محیطی تهدیدی برای اشخاص هستند و سبک گوتیک تحمیل‌شده‌ای را یادآوری می‌کنند که در دورهٔ قرون وسطایی دیده می‌شد، اما در دوران رمانتیک دوباره احیا شده است. همین موضوع را می‌توان در مورد درختان تیره و سایه‌دار و سنگ‌های اطراف این زوج بیان کرد. اشخاص خود به رنگ‌های تیره و لباس‌های سفت و سخت و تا حدی رسمی پوشیده شده‌اند که به معنای طبقهٔ بالاتر آن‌ها نیز می‌باشد. این آثار بر معنویت در طبیعت و حضور متعالی، که مضامین اصلی نقاشی فریدریش است، تأکید دارند.
ساموئل بِکِت، نمایشنامه‌نویس، رمان‌نویس و شاعر ایرلندی، دربارهٔ تابلوی دو مرد تأمل‌کرده به ماه گفته است: «این نقاشی منبع نمایشنامهٔ در انتظار گودو بوده است.»